# Tarsipes rostratus
Tarsipes rostratus, também conhecido como gambá-do-mel, é uma espécie de marsupial da família Tarsipedidae. É a única espécie descrita para o gênero Tarsipes. Endêmica da Austrália.